# マーク・ヒウィンズ
マーク・ヒウィンズ（Mark Hewins、1955年3月24日生まれ）は、1960年代のイングランドにおけるプログレッシブ・ロック・ミュージシャンのグループであるカンタベリー・シーンとのつながりで知られる英国のジャズ・ギタリストである。

## 略歴
ヒウィンズのギタリストのプロとしてのキャリアは、1970年にスティーヴ・トゥザーやリード・シンガーのデイヴ・ベルと共にロンドンのバンド、Mother Sunで始まった。初期の仕事には、ダンス・オーケストラのA Luta Continua（フィル・コリンズ、ジョン・マーティン、ダニー・トンプソンと並んで）への参加が含まれていた。
ヒウィンズは、エルトン・ディーンとの複数のプロジェクトを含む、さまざまなカンタベリー・ロックのミュージシャンに幅広く協力してきた。彼はデイヴ・シンクレアのアルバム『ムーン・オーヴァー・マン』で演奏し、ポライト・フォース（1976年-1978年、アルバム『カンタベリー・ナイツ』）でも彼と一緒に演奏した。リチャード・シンクレアと共にゴーイング・ゴーイング（1990年）、キャラヴァン・オブ・ドリームス（1991年）に在籍した。ヒウィンズは、ソフト・ヒープの後期のラインナップ（ディーン、ピップ・パイル、ジョン・グリーヴス）で演奏し、その模様はアルバム『A Veritable Centaur』で聴くことができる。1999年にはゴングのメンバーとなった。ヒウィンズはまた、ダーク・ホースやマッシュ（1995年-1998年）を含むヒュー・ホッパーの活動に広範囲にわたって協力している。ヒウィンズは、マッシュのパーカッショニストであるShyamal Maïtraと、キャロル・グライムスとのデュオやトリオなどを含む、他のプロジェクトにも取り組んだ。
彼は、デニス・ゴンザレスやアンドリュー・シリルと米国で、ジャンゴ・ベイツとバンド、リサーチ (Research)にてヨーロッパでコラボレートしている。ヒウィンズの最初のソロ・アルバムは『The Electric Guitar』（1987年）であった。彼はルー・リードのいくつかのツアーでギター・テックを担当した。
ビッグ・バンドのFF、ダンス・バンドのTritonik（カルチャー・ビートに行ったタニア・エヴァンスと）、そしてMusic Doctors（ディーン、ロル・コックスヒルと）といったグループを彼は率いている。ジュリー・フェリックス、ビル・ブルーフォード、フレッド・フリス、ジョー・リー・ウィルソン、ドゥドゥ・プクワナ、ジョン・スティーヴンス、マーヴィン・アフリカ、アンソニー・アイエロとも共演した。また、映画やテレビのコマーシャル用の音楽も書いている。

## ディスコグラフィ

### ソロ・アルバム
- The Electric Guitar (1989年、Daagnim Records)
- Provocative Thought - Live At The Vortex (1994年、Musart Services) ※with ヒュー・ホッパー
- Adreamor (1995年、Impetus Records) ※with ヒュー・ホッパー
- Big Big Spaces: Transmissions From Intergalactic Space (1999年、Online Mp3 album)[5]
- Bar Torque (2001年、ムーンジューン・レコード) ※with エルトン・ディーン
- Guerilla Music (2002年、ムーンジューン・レコード) ※with セオ・トラヴィス[6]

### 参加アルバム
リサーチ
- Social Systems (1987年、Dossier)
- The Perpetual City (2000年、Impetus Records)

ジョン・スティーヴンス・ダンス・オーケストラ
- A Luta Continua (1994年、Konnex Records)

ソフト・ヒープ
- A Veritable Centaur (1995年、Impetus Records)

マッシュ
- Elephants In Your Head? (1996年、ヴォイスプリント)

ポライト・フォース
- 『カンタベリー・ナイツ』 - Canterbury Knights (1996年、ヴォイスプリント)